# Patinoire d'Haabersti
La patinoire d’Haabersti (en estonien : Haabersti jäähall) ou patinoire Škoda (en estonien : Škoda jäähall), et jusqu'en 2013 Premia Ice Hall, est une patinoire située dans le quartier d’Haabersti à Tallinn en Estonie.

## Présentation
La patinoire a ouvert à l'hiver 2002.
La salle dispose de deux patinoires aux dimensions de 28 x 58 m.
La salle est utilisée par les clubs de hockey sur glace suivants : HC Panter, HC Purikad Tallinn et HC Tallinn.

## Évènements
Plusieurs championnats d'Estonie de hockey sur glace ont eu lieu dans la patinoire.